# Michael Graves

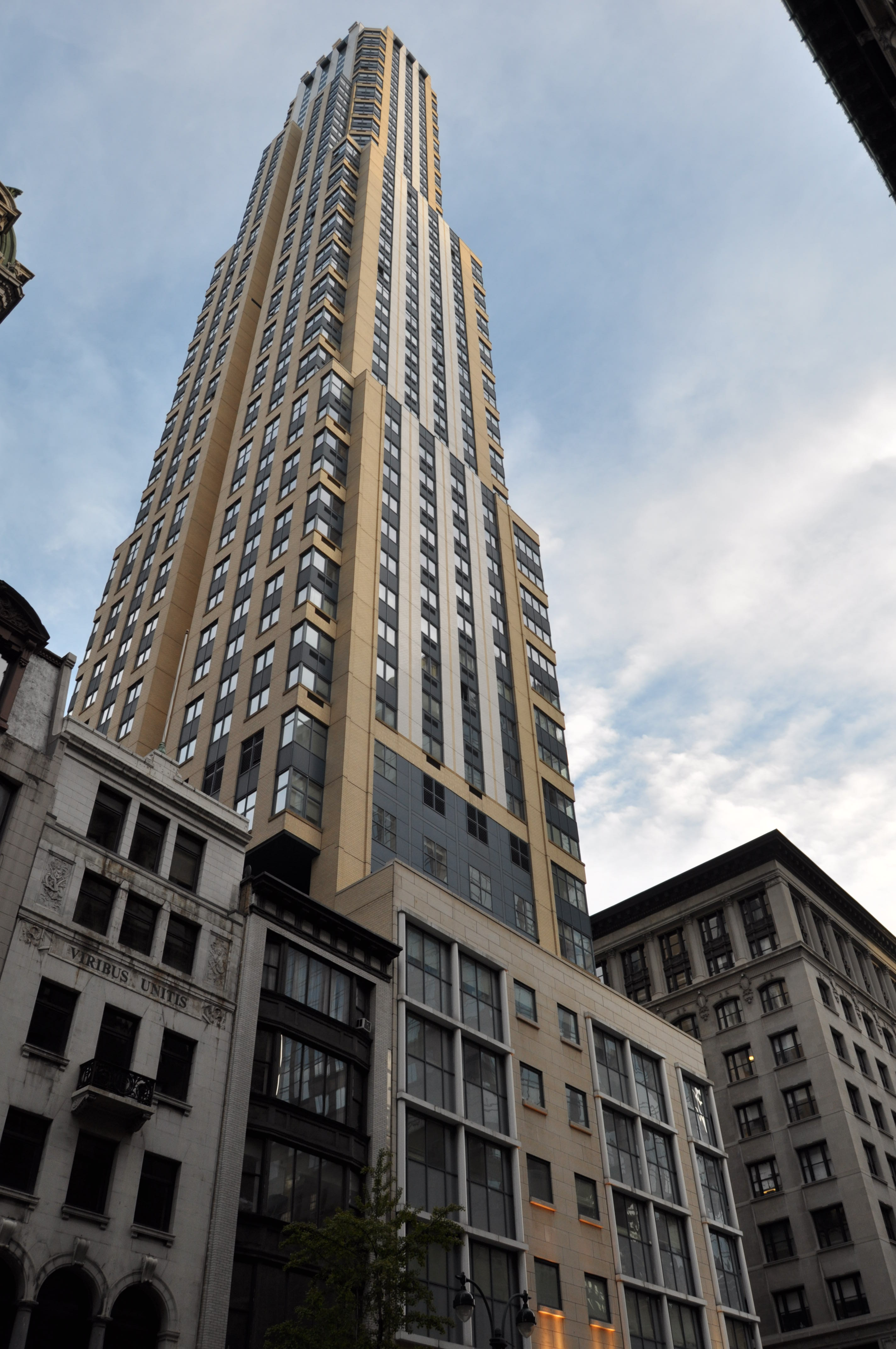
425 Fifth Avenue

Michael Graves né à Indianapolis le 9 juillet 1934, et mort à Princeton le 12 mars 2015, est un architecte américain de renommée mondiale.

## Biographie
Michael Graves a conçu pour la société Disney :
- en 1988-89, deux hôtels situés à Orlando en Floride dans le complexe de Walt Disney World Resort (Walt Disney World Dolphin and Swan Hotels) comprenant respectivement 1510 et 758 chambres.
- en 1991, son siège social à Burbank en Californie (Team Disney Building)
- et enfin en 1992, le Disney's Hotel New York au Disneyland Paris.

Un trait architectural commun aux trois édifices américains principaux, consiste en la présence de statues gigantesques mais insolites: les sept nains (du dessin animé Blanche Neige) soutenant le fronton de l'immeuble de Burbank; les cygnes et les dauphins juchés sur les sommets des hotels d'Orlando.
Ces pastiches n'ont pas été reproduits à Paris: le style architectural tout en restant explicite, évolue vers une vision plutôt abstraite du thème retenu.
Michael Graves qualifie le concept architectural de l'hôtel de "cinématographique": les clients "participeraient" à un film dont le décor est constitué par l'hôtel. Ce concept sous-tend en fait toutes les réalisations architecturales de Disneyland Paris.
Enfin, il a également dessiné certains éléments décoratifs intérieurs (peinture murale, moquette, ameublement, rideaux, tapisserie).
Son travail dépasse largement le cadre de la société Disney: son cabinet d'architecture (Michael Graves & Associates) travaille sur les cinq continents avec près d'une centaine de réalisations à leur actif depuis 1967, dont notamment des gratte-ciel tels que;
- Humana Building à Louisville en 1985 qui est l'un des exemples le plus célèbre du style post-moderne des années 1980
- Castalia (immeuble) à La Haye aux Pays-Bas, en 1998, conçu dans un style local
- Yokohama Portside Building, Yokohama, Japon, 1998
- 425 Fifth Avenue à New York en 2003
- Four Seasons Residences Austin à Austin au Texas en 2010

## Travaux

### Belgique
- Place Reine Astrid Plaza Hotel and Business Center, Anvers, 1993
- Siège de Fortis/AG Insurance, Boulevard Emile Jacquemain, 1997

### États-Unis
- Portland Building, bâtiment municipal de la ville de Portland, Oregon, 1982

### France
- Disney's Hotel New York, Disneyland Paris, Marne-la-Vallée, 1992

### Pays-Bas
- Siège du Ministère de la Santé, immeuble Castalia, La Haye, 1998
- Musée Louwman, un musée d'automobiles anciennes et récente, La Haye, 2010
- Maison De Luwte, Loenen aan de Vecht, 1997